# Jay Leno
James Douglas Muir Leno (New Rochelle (New York), 28 april 1950) is een Amerikaanse komiek van Italiaanse en Schotse afkomst. Hij is het bekendst als de presentator van het NBC-programma The Tonight Show. Ook bezit hij het productiebedrijf Big Dog Productions, medeproducent van The Tonight Show.

## Biografie
Leno groeide op in Andover, Massachusetts, en behaalde in 1973 een diploma in spraaktherapie aan het Emerson College.

### Begin van zijn carrière
Leno begon zijn carrière met het geven van optredens in nachtclubs en cafés en op elke andere plek waar hij vijf minuten op het podium mocht staan. Het duurde niet lang voordat hij bekend werd om zijn werk, maar ook om zijn opvallende uiterlijk, vooral zijn grote kin. Ook al kwam hij regelmatig op televisie in de vorm van gastoptredens in The Tonight Show, toen gepresenteerd door Johnny Carson, hij kreeg niet de status van een ster en bleef optreden waar hij dat mocht.
Hij begon meer optredens op de tv te krijgen toen veel van zijn vrienden en leeftijdsgenoten meer invloed bij televisieprogramma's kregen. Leno is een recordaantal keer bij Late Night met David Letterman te gast geweest. Zijn populariteit werd opgemerkt door eindverantwoordelijken van NBC, die besloten hem permanent medepresentator te maken van de The Tonight Show toen Joan Rivers ermee ophield.

### The Tonight Show

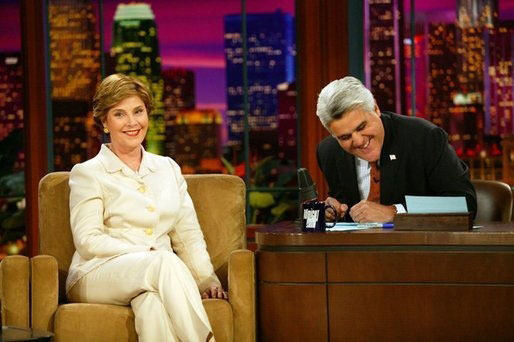
Laura Bush en Jay Leno tijdens een aflevering van The Tonight Show (2004)

Toen Carson in 1992 met pensioen ging, werd Leno de nieuwe presentator van The Tonight Show na een lange onderhandelingsperiode met Leno en David Letterman. Letterman tekende bij CBS, waarmee hij een rivaliteit ontketende tussen de twee presentatoren. Hoewel Lettermans programma aanvankelijk meer kijkers had, nam The Tonight Show de leiding over, en dit programma heeft sindsdien altijd hogere kijkcijfers gehad.
Ook al staat Leno bekend om zijn geestigheid, hij heeft ook zijn gevoelige kant op televisie laten zien. Toen The Tonight Show terugkwam na de aanslagen op het World Trade Center in 2001 verruilde hij zijn gewoonlijke monoloog voor een gesprek over die aanslagen. Hij sprak ook over de ramp met de Columbia.
Op 19 maart 2009 maakte de toenmalige Amerikaanse president Barack Obama zijn opwachting in The Tonight Show. Hij was de eerste zittende president die in het programma te gast was.
Begin 2014 nam Leno afscheid van The Tonight Show. Zijn opvolger was Jimmy Fallon en het programma verhuisde van Los Angeles naar New York.

## Automobielcollectie

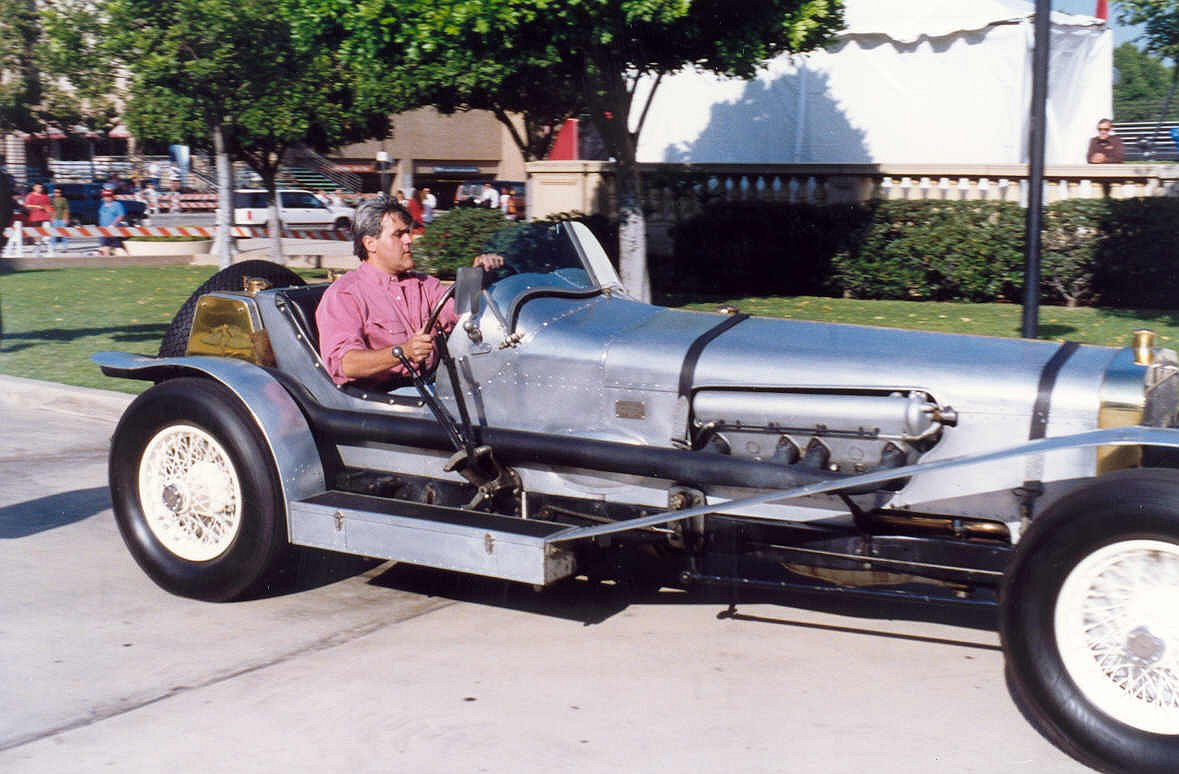
Leno arriveert bij de uitreiking van de Emmy Awards in zijn Hispano Suiza Aero

Leno bezit een paar honderd voertuigen (auto's en motoren). Hij heeft een website en maakt een tv-programma Jay Leno's Garage, die videoclips en foto's van zijn collectie in detail laten zien.